# Opowieści z Doliny Smoków
Opowieści z Doliny Smoków – trzeci album studyjny polskiego rapera Bedoesa i producenta muzycznego Lanka. Wydawnictwo ukazało się 29 listopada 2019 roku nakładem wytwórni muzycznej SBM Label.
Według autorów po czterech dniach od premiery album przekroczył próg 30 000 sprzedanych egzemplarzy i tym samym uzyskał status platynowej płyty.
We wrześniu 2020 nagrania uzyskały status trzykrotnie platynowej płyty, a w czerwcu 2022 – diamentowej płyty w wyniku sprzedaży ponad 150 000 egzemplarzy.

## Lista utworów
Opracowano na podstawie materiału źródłowego.
| 1.  | „1998 (mam to we krwi)”                                       | 3:52    |
|     |                                                               |         |
| 2.  | „SAUVAGE” (gościnnie: Białas, Taco Hemingway)                 | 4:42    |
|     |                                                               |         |
| 3.  | „Opowieści z Doliny Smoków”                                   | 3:18    |
|     |                                                               |         |
| 4.  | „Brzydkie Rzeczy” (gościnnie: DJ Johny)                       | 3:00    |
|     |                                                               |         |
| 5.  | „Wschód (lubię zapierdalać)” (gościnnie: Kosa, White 2115)    | 4:09    |
|     |                                                               |         |
| 6.  | „Anarchia 2019 (zawsze chciałem to zrobić)”                   | 2:44    |
|     |                                                               |         |
| 7.  | „Polaco (to też)” (gościnnie: Mr. Polska)                     | 2:34    |
|     |                                                               |         |
| 8.  | „Smoki”                                                       | 3:50    |
|     |                                                               |         |
| 9.  | „VOGUE”                                                       | 3:38    |
|     |                                                               |         |
| 10. | „Lesbijki”                                                    | 3:04    |
|     |                                                               |         |
| 11. | „Fresh Prince (trill 4ever)” (gościnnie: Malik Montana)       | 2:51    |
|     |                                                               |         |
| 12. | „Łzy (pierwszy kawałek na tej płycie)” (gościnnie: Kuqe 2115) | 2:55    |
|     |                                                               |         |
| 13. | „Jesteś ładniejsza niż na zdjęciach (na zawsze)”              | 3:37    |
|     |                                                               |         |
| 14. | „Fendi (poznaliśmy się w studio)” (gościnnie: Smxkey Nunno)   | 3:15    |
|     |                                                               |         |
| 15. | „Playboy (dla Lanka)” (gościnnie: Blacha)                     | 3:14    |
|     |                                                               |         |
| 16. | „Gdzie jest Eis? (to dla Was)”                                | 2:35    |
|     |                                                               |         |
| 17. | „FPS”                                                         | 2:36    |
|     |                                                               |         |
| 18. | „Hardcore Pleasure” (gościnnie: Flexxy 2115, Kuqe 2115)       | 2:24    |
|     |                                                               |         |
| 19. | „Michelangelo” (gościnnie: Pressa)                            | 3:42    |
|     |                                                               |         |
| 20. | „Nadchodzi lato”                                              | 2:20    |
|     |                                                               |         |
|     |                                                               | 1:04:20 |
|     |                                                               |         |